# アメリカン電機
アメリカン電機株式会社（英: AMERICAN DENKI CO., LTD.）は、東京都大田区に本社を置く、コンセントやプラグ、OAタップなどの配線器具を製造・販売する企業。

## 概要
- 引掛形配線器具を主力製品としている。「引掛形」の特色はプラグ栓刃がR状になっており、コンセントに差し込んだ後、右に回すことで固定されるというもので、1920年代より先駆的に製造・販売をしている。[3]
- 同社が取り扱う引掛形製品群には各規格に対応した33種類の定格品種（2心〜4心／15アンペア〜100アンペア）がある。[3]
- 同社の製品は、工場など、設備用に数多くの製品が利用されている。 [3]
- 「製品開発」「設計」「金型製造」「部品組立」「市場開拓」「販売」をワンストップで行っていることから、ユーザーの要望に即応し、安価に早く製品を世の中に出すことを目指している。[3]
- NEMA規格やJIS規格などといった既存の規格にとらわれず、よりコンパクトで高性能、そして開発当時はNEMA規格にも無かった引掛形60A配線器具や世界唯一である引掛形100A配線器具といった｢独自開発による新規格を創る｣といった展開も行っていった。[4]
- 同社の製品は、電線、銀行・コンビニなどのATM、大規模なコンピューターの電源、製造に係る工作機械の電源部分などに利用されている。[5]
- 同社は、 安全性に関しても力を入れており、製品だけでなく、社員に何かあってはならないという想いから、毎月「安全デー」という日を設定し、安全に対する意識作りを社員に徹底している。[6]

## 製品
- コンセント
  - 埋込コンセント（引掛形、平刃形、抜止形）
  - フランジコンセント（引掛形）
  - 防水形露出コンセント（引掛形）
  - 防水形パネルコンセント（引掛形）
  - パネル用コンセント（引掛形、平刃形）
  - 機器用アウトレット（引掛形、平刃形、抜止形）
  - 複式機器用アウトレット（引掛形、平刃形、抜止形）
  - 露出コンセント（引掛形、平刃形）
- プラグ（引掛形、平刃形）
- コードコネクタボディ（引掛形、平刃形、抜止形）
- 防水形プラグ（引掛形）
- 防水形コードコネクタボディ（引掛形）
- フランジインレット
  - フランジインレット（引掛形、平刃形）
  - 防水形フランジインレット（引掛形、平刃形）
  - 防水形フランジインレット（耐じん・噴流形）（引掛形、平刃形）
- OAタップほか
  - BTOシステムOAタップ
  - マルチユースOAタップ (標準、ノイズ/雷、過電流)
  - OAタワータップ®[注釈 2]
  - OAパラタップ®[注釈 3]
  - OAジョイントタップ
  - アクセスタップ
  - 汎用OAタップ
  - OAタップ（安全ブレーカ/漏電ブレーカ付、パソコン連動機能付）
  - フロアコンセント
  - マルチユースOAタップ
  - シングルタップ
  - ダブルタップ
  - 分岐用コードコネクタボディ
  - ダブルコネクタボディ
  - 携帯用電源函/電源函（移動用分岐ボックス）
  - OAタップ関連製品
    - アダプター
    - マグネット
    - FE端子
    - 安全キャップ
- コンセントバー（サーバーラック用多機能コンセントボックス）
  - 1Uコンセントバー（標準タイプ、高機能タイプ）
  - コンセントバー
  - コンセントバー関連製品
    - ブラケット
    - コードセット
- プレート
  - 埋込コンセント用プレート（エンプラ、ステンレス、新金）
  - ブランクプレート（ステンレス、新金）
  - 防じん・防水形シーロックプレート®[注釈 4]
  - 防水パネルリフトカバー
  - 防水形プレート（耐じん・噴流形）
- コードブッシング
  - BNノズル（ビーエヌノズル®[注釈 5]）
  - BNキャップ
  - ジョイントブッシング
  - ナイロンケーブルグランド
- オプションパーツ
  - ねじ各種
  - プレート用ラベル
  - 100A用アクセサリー
  - ブランクキャップ
  - マグネット
  - FE端子
  - 電源ケーブル
  - ブッシングチューブ
  - 先端キャップ
  - 防水カプラー
  - 絶縁カバー
  - 複式機器用アウトレット用 ツナギ端子
  - カバー各種

## 沿革
- 1926年（大正15年）3月 - アメリカン電気商会として創立、営業所を銀座に設置し、アメリカ製配線器具の輸入販売に従事する。
- 1929年（昭和4年）4月 - 大森区堤方町2000に工場を新設、｢Press（プレス）印｣を商標として埋込式配線器具の生産を開始する。
- 1939年（昭和14年）4月 - 法人に変更、株式会社アメリカン電気商会に商号を変更する。
- 1940年（昭和15年）12月 - 東京中島航空兵器株式会社の協力工場として航空機用電装部品の生産に従事する。
- 1945年（昭和20年）4月 - 空襲により被災全焼する。
- 1946年（昭和21年）
  - 4月 - 工場を、現在地大田区北嶺町41-16に新設、戦前の埋込式配線器具の生産に復帰する。
  - 7月 - 商工省に生産を指示され、製品の大部分を進駐軍用配線器具として、交易営団および特別調達庁に納入する。
- 1959年（昭和34年）10月 - 営業所を港区芝片門前1-2に設置する。
- 1965年（昭和40年）8月 - アメリカン電機株式会社に商号を変更する。
- 1973年（昭和48年）7月 - 営業所を品川区西五反田8-3-12ニュー五反田ビルに移転する。
- 1974年（昭和49年）7月 - 工場を千葉県安房郡国府村（現・南房総市）本織1672に新設する。
- 1984年（昭和59年）11月 - 千葉工場が本格稼働を開始する。
- 1986年（昭和61年）7月 - 営業部が本社と合併する。
- 1999年（平成11年）9月 - 千葉工場に新棟が完成する。
- 2000年（平成12年）7月 - 千葉工場が、ISO9002認証を取得する。
- 2001年（平成13年）
  - 7月 - 本社、千葉工場が、ISO9001認証を取得する。
  - 10月 - 千葉工場が、千葉県労働基準協会連合会より、安全管理優良事業場として表彰を受ける。
- 2004年（平成16年）7月 - 本社、千葉工場が、ISO14001認証を取得する。
- 2010年（平成22年）
  - 4月 - 資本金を3,350万円に増資する。
  - 6月 - 千葉工場が、中央労働災害防止協会より、無災害記録3600日に対して銀杯を受賞する。
- 2012年（平成24年）6月 - 千葉工場が、中央労働災害防止協会より、無災害記録5400日に対して金杯を受賞する。
- 2013年（平成25年）5月 - アメリカン電機 従業員持株会が発足する。
- 2014年（平成26年）6月 - 千葉工場が、無災害記録9000日を達成する。

## 所属団体
- 一般社団法人 日本配線システム工業会
- 一般社団法人 日本電設工業協会
- 東京電設資材卸業協同組合
- 愛知県電気機材卸商協同組合
- 大阪府電設資材卸業協同組合
- 神奈川県電設資材卸業協同組合
- 東京商工会議所